# Cîțu-kormány
A Cîțu-kormány Románia kormánya, amely 2020. december 23. és 2021. október 5. között volt hivatalban, de – az ellenzéki Szociáldemokrata Párt által benyújtott bizalmatlansági indítvány megszavazását követően, összhangban a román alkotmánnyal – ügyvivői minőségben, az új kormány megalakulásáig, november 25-ig hivatalban maradt.

## Kormányösszetétel
2020. december 23-tól:
| Név                                                      | Hivatal kezdete     | Hivatal vége        | Párt           | Megjegyzés                                                                 |
| Miniszterelnök                                           | Miniszterelnök      | Miniszterelnök      | Miniszterelnök | Miniszterelnök                                                             |
| -------------------------------------------------------- | ------------------- | ------------------- | -------------- | -------------------------------------------------------------------------- |
| Florin Cîțu                                              | 2020. december 23.  | 2021. november 25.  | PNL            |                                                                            |
| Miniszterelnök-helyettes                                 |                     |                     |                |                                                                            |
| Dan Barna                                                | 2020. december 23.  | 2021. szeptember 7. | USR            | pártelnök, az USR–PLUS pártszövetség társelnöke                            |
| Kelemen Hunor                                            | 2020. december 23.  | 2021. november 25.  | RMDSZ          | pártelnök                                                                  |
| Belügyminiszter                                          |                     |                     |                |                                                                            |
| Lucian Bode                                              | 2020. december 23.  | 2021. november 25.  | PNL            |                                                                            |
| Egészségügyi miniszter                                   |                     |                     |                |                                                                            |
| Vlad Voiculescu                                          | 2020. december 23.  | 2021. április 14.   | PLUS           |                                                                            |
| Florin Cîțu                                              | 2021. április 14.   | április 21.         | PNL            | mint miniszterelnök, ideiglenesen                                          |
| Ioana Mihăilă                                            | 2021. április 21.   | szeptember 7.       | PLUS           |                                                                            |
| Cseke Attila                                             | 2021. szeptember 8. | 2021. november 25.  | RMDSZ          | mint közmunkaügyi, fejlesztési és közigazgatási miniszter, ideiglenesen    |
| Energiaügyi miniszter                                    |                     |                     |                |                                                                            |
| Virgil-Daniel Popescu                                    | 2020. december 23.  | 2021. november 25.  | PNL            |                                                                            |
| Európai beruházásokért és projektekért felelős miniszter |                     |                     |                |                                                                            |
| Cristian Ghinea                                          | 2020. december 23.  | 2021. szeptember 7. | USR            |                                                                            |
| Florin Cîțu                                              | 2021. szeptember 8. | 2021. november 25.  | PNL            | mint miniszterelnök, ideiglenesen                                          |
| Gazdasági, vállalkozásügyi és turisztikai miniszter      |                     |                     |                |                                                                            |
| Claudiu Năsui                                            | 2020. december 23.  | 2021. szeptember 7. | USR            |                                                                            |
| Virgil-Daniel Popescu                                    | 2021. szeptember 8. | 2021. november 25.  | PNL            | mint energiaügyi miniszter, ideiglenesen                                   |
| Ifjúsági és sportminiszter                               |                     |                     |                |                                                                            |
| Novák Károly Eduárd                                      | 2020. december 23.  | 2021. november 25.  | RMDSZ          |                                                                            |
| Igazságügy-miniszter                                     |                     |                     |                |                                                                            |
| Stelian-Cristian Ion                                     | 2020. december 23.  | 2021. szeptember 2. | USR            |                                                                            |
| Lucian Bode                                              | 2021. szeptember 2. | 2021. november 25.  | PNL            | mint belügyminiszter, ideiglenesen                                         |
| Környezetvédelmi, vízügyi és erdőgazdálkodási miniszter  |                     |                     |                |                                                                            |
| Tánczos Barna                                            | 2020. december 23.  | 2021. november 25.  | RMDSZ          |                                                                            |
| Közlekedési és infrastrukturális miniszter               |                     |                     |                |                                                                            |
| Cătălin Drulă                                            | 2020. december 23.  | 2021. szeptember 7. | USR            |                                                                            |
| Dan Vîlceanu                                             | 2021. szeptember 8. | 2021. november 25.  | PNL            | mint pénzügyminiszter, ideiglenesen                                        |
| Közmunkaügyi, fejlesztési és közigazgatási miniszter     |                     |                     |                |                                                                            |
| Cseke Attila                                             | 2020. december 23.  | 2021. november 25.  | RMDSZ          |                                                                            |
| Kutatási, innovációs és digitalizációs miniszter         |                     |                     |                |                                                                            |
| Ciprian Teleman                                          | 2020. december 23.  | 2021. szeptember 7. | PLUS           |                                                                            |
| Tánczos Barna                                            | 2021. szeptember 8. | 2021. november 25.  | RMDSZ          | mint környezetvédelmi, vízügyi és erdőgazdálkodási miniszter, ideiglenesen |
| Külügyminiszter                                          |                     |                     |                |                                                                            |
| Bogdan Aurescu                                           | 2020. december 23.  | 2021. november 25.  | független      |                                                                            |
| Mezőgazdasági és vidékfejlesztési miniszter              |                     |                     |                |                                                                            |
| Adrian Oros                                              | 2020. december 23.  | 2021. november 25.  | PNL            |                                                                            |
| Munkaügyi és szociális miniszter                         |                     |                     |                |                                                                            |
| Raluca Turcan                                            | 2020. december 23.  | 2021. november 25.  | PNL            |                                                                            |
| Művelődési miniszter                                     |                     |                     |                |                                                                            |
| Bogdan Gheorghiu                                         | 2020. december 23.  | 2021. november 25.  | PNL            |                                                                            |
| Nemzetvédelmi miniszter                                  |                     |                     |                |                                                                            |
| Nicolae Ciucă                                            | 2020. december 23.  | 2021. november 25.  | PNL            |                                                                            |
| Oktatási miniszter                                       |                     |                     |                |                                                                            |
| Sorin Cîmpeanu                                           | 2020. december 23.  | 2021. november 25.  | PNL            |                                                                            |
| Pénzügyminiszter                                         |                     |                     |                |                                                                            |
| Alexandru Nazare                                         | 2020. december 23.  | 2021. július 8.     | PNL            |                                                                            |
| Florin Cîțu                                              | 2021. július 8.     | augusztus 18.       | PNL            | mint miniszterelnök, ideiglenesen                                          |
| Dan Vîlceanu                                             | 2021. augusztus 18. | 2021. november 25.  | PNL            |                                                                            |

## Története

### Megalakulása
A december 6-ai parlamenti választást követően három jobbközép párt, a Nemzeti Liberális Párt (PNL), a Mentsétek meg Romániát Szövetség–Szabadság, Egység és Szolidaritás Pártja (USR–PLUS) pártszövetség és a Romániai Magyar Demokrata Szövetség (RMDSZ) koalíciós megállapodást kötött. Az előző kormányfő, Ludovic Orban – aki egyben a PNL elnöke is – azt követően mondott le, hogy a szavazatok 25%-át szerezték meg, miközben a szociáldemokraták (PSD) 30%-ot, azonban nem találtak koalíciós partnert. Klaus Johannis államelnök december 22-én a korábbi pénzügyminisztert, a liberális párti Florin Cîțut kérte fel kormányalakításra. Miután a kétkamarás román parlament bizalmat szavazott Cîțu koalíciós kormányának és az általa előterjesztett kormányprogramjának (december 23.), az államelnök jelenlétében – aki közvetlenül a ceremónia előtt aláírta a kinevezésekről szóló rendeletet – a kabinet letette a hivatali esküt.
A koalíciós tárgyalásoknak megfelelően a PNL-nek 9, az USR-PLUS-nak 6, míg az RMDSZ-nek 3 minisztere lett a 18 tagú új kormányban. Az RMDSZ kapta a közmunkaügyi, fejlesztési és közigazgatási, a környezetvédelmi, vízügyi és erdőgazdálkodási, illetve az ifjúsági és sportminisztérium irányítását.

### A kormány összetételének változása
Vlad Voiculescu egészségügyi miniszter alatt a bársonyszék már 2021 áprilisában elkezdett inogni. A kormány megalakulásától kezdődően szinte folyamatos konfliktusba kerül a PNL valamelyik tárcavezetőjével, úgymint az oktatásért felelős Sorin Cîmpeanuval, az iskolákat érintő járványvédelmi intézkedések kapcsán, Lucian Bode belügyminiszterrel, miután – az átláthatóság jegyében – az egészségügyi minisztérium honlapján közzétették a koronavírus-tesztelés és az oltási kampány – laboratóriumokra, illetve oltóközpontra lebontott – részletes adatait. A bukaresti Foișor klinika botrányos kiürítését követően már leváltása is szóba került, melyre április 14-én – Andreea Moldovan egészségügyi államtitkárral együtt – sor is került. Helyét, ideiglenes jelleggel Florin Cîțu kormányfő vette át, aki április 21-én vissza is adta azt a tárca újonnan kinevezett vezetőjének, az USR–PLUS pártszövetség által delegált Ioana Mihăilănak. Az egészségügyi miniszter egyoldalú leváltásakor kibontakozó koalíciós válság megoldásaként a kormánypártok megállapodtak arról, hogy a miniszterelnök ezentúl csakis a koalícióval egyeztetve alakíthatja át kormányát.
A megállapodás ellenére a miniszterelnök július 8-án Alexandru Nazare pénzügyminiszter felmentését kérte az államfőtől, kifogásolva a miniszter kommunikáció-képtelenségét, továbbá hogy a legtöbb késést a kormányprogram végrehajtásában a pénzügyi tárcánál tapasztalta, de elégedetlenségének adott hangot az adócsalás visszaszorítása és az ország rendelkezésére álló európai alapok felhasználási ritmusát illetően is. A tárcát ideiglenesen Cîțu vette át, míg az államelnök augusztus 18-án ki nem nevezte az új minisztert, Dan Vîlceanút.
Cîțu szeptember 1-jén felfüggesztette tisztségéből Stelian-Cristian Ion igazságügy-minisztert, arra hivatkozva, hogy ellenezte a koalíciós kormányzatnak az országot érintő modernizációs projektjeit, és nem vitte végbe saját vállalásait, úgymint a különleges ügyészség felszámolása. Az államfő másnap aláírta a miniszter visszahívásáról szóló rendeletet, mire az az USR-PLUS bizalmatlansági indítványt kezdeményezett Cîțu és kormánya ellen, ez azonban elakadt az alkotmánybíróságon. A leváltott miniszter helyét ideiglenesen a belügyminiszter, Lucian Bode vette át.
Szeptember 7-én Dan Barna, az USR–PLUS társelnöke bejelentette, hogy a pártszövetség miniszterei lemondtak, demonstrálva tiltakozásukat a miniszterelnök korábban hozott döntéseivel és további kormányzásával szemben. Az államfő másnap rendeletet tett közzé, melyben tudomásul vette a lemondásokat, s egyben megüresedettnek nyilvánította a miniszteri székeket. Cătălin Drulătól a közlekedési minisztériumot Dan Vîlceanu pénzügyminiszter vette át, míg Ciprian Telemantól a kutatási minisztériumot Tánczos Barna környezetvédelmi miniszter, Claudiu Năsuitól a gazdasági tárcát pedig Virgil-Daniel Popescu energiaügy miniszter kapta meg, ugyanakkor Cristian Ghinea európai alapokért felelős miniszter feladatait a miniszterelnök vállalta. Cseke Attila RMDSZ-es fejlesztési miniszter, aki korábban 2009 és 2011 között volt már egészségügyi miniszter, Ioana Mihăilătól vette át ideiglenesen a tárca vezetését.
Adrian Oros mezőgazdasági miniszter szeptember 28-án bejelentette távozását az általa vezetett minisztérium éléről. A közösségi hálók egyikén közzétett üzenetében azt kifogásolta, hogy a „miniszterelnök számára a mezőgazdaság és az élelmiszeripar soha nem volt elsődleges szempont”, és hogy a minisztérium költségvetése sokkal alacsonyabb az előző évinél. Később meggondolta magát (október 15.), és az újkormány kinevezéséig helyén maradt.

### Tevékenysége
2021 januárjában mutatkozott meg az első feszültség a kormánypártok között, majd áprilisban a PNL-es Florin Cîțu kormányfő egyoldalúan leváltotta Vlad Voiculescu USR-PLUS-os egészségügyi minisztert a Covid-járvány kezelése és a bevezetendő lezárások feletti nézeteltérés következtében. A koalíciós vitát a koalíciós szerződés pontosításával zárták le.

### A kabinet bukása
2021 szeptemberében a koalíciós feszültségből robbanás lett az Anghel Salignyről elnevezett fejlesztési program miatt, amely a kistelepülések infrastrukturális fejlesztését célozza meg 2021 és 2028 között 50 milliárd lej (3500 milliárd forint, 10 milliárd euró) értékben. A programot elindító sürgősségi kormányrendelet elfogadására szeptember 1-jével két alkalommal is összehívták a kormányt, ám az USR–PLUS ellenszegülése miatt végül nem sikerült elfogadni a dokumentumot, majd bojkottálták a késő estére összehívott második kormányülést is, többek között arra hivatkozva, hogy a kormányrendeletet nem véleményezte az igazságügy-miniszter, aki indokként az hozta fel, hogy nem kapta meg a dokumentum eredeti példányát. Válaszul a kormányfő másnap leváltotta a minisztert, mire az USR-PLUS megvonta a bizalmát a miniszterelnöktől és bizalmatlansági indítványt nyújtott be ellene a parlamentben az ellenzéki Románok Egyesüléséért Szövetség (AUR) szélsőjobboldali párt támogatásával. Az USR-PLUS hat minisztere és Dan Barna miniszterelnök-helyettes szeptember 6-án lemondott, amit egyébként Klaus Johannis államfő elfogadott. A kormányfő válaszlépésként szeptember 9-én kirúgta a koalíciós partner 26 államtitkárát és államtitkár-helyettesét, valamint 14 prefektusát és 28 alprefektusát.
Még ugyanezen a napon, a parlament két házának együttes ülésén felolvasott bizalmatlansági indítvány ellen a kormány alkotmányossági kifogást emelt, így – az RMDSZ javaslatára – a törvényhozás elfogadta, hogy a voksolást halasszák el, amíg az Alkotmánybíróság ki nem mondja, hogy az indítvány megfelel-e a hatályos jogszabályoknak vagy sem. A folyamat azonban elakadt az alkotmánybíróságon, így a parlament a legnagyobb ellenzéki párt, a szociáldemokrata PSD – szeptember 28-án benyújtott saját – bizalmatlansági indítványáról szavazott október 5-én. Ezt az indítványt 281 képviselő és szenátor szavazta meg, ezzel megbukott a kormány. Az új kabinet beiktatásáig a Cîțu-kormány ügyvivőként vezette az országot.